# Philipp von Neumann
Philipp von Neumann (Bruxelles, 4 dicembre 1781 – Bruxelles, 14 gennaio 1851) è stato un diplomatico e nobile austriaco.

## Biografia

### I primi anni e la famiglia
Neumann nacque a Bruxelles (all'epoca capitale dei Paesi Bassi austriaci), figlio di Carl von Neumann (ufficiale dell'amministrazione asburgica in loco) e sua moglie, Marie Ducpetiaux. Poco si sa della sua educazione, ma egli iniziò a lavorare a 21 anni. Suo fratello fu il generale maggiore Maximilian von Neumann (c. 1778–1846).

### La carriera
Neumann iniziò la sua carriera nel ministero del tesoro austriaco nel 1802 e venne posto di stanza a Venezia, città della quale l'Austria aveva preso il controllo solo da qualche anno. Dopo un anno, entrò nel servizio diplomatico e venne posto di stanza a Parigi dove il principe Klemens von Metternich era ambasciatore.
Successivamente Neumann entrò a far parte dello staff diplomatico dell'ambasciata austriaca a Londra sotto la direzione del principe Esterházy; Neumann fu chargé d'affaires durante l'assenza di quest'ultimo. L'attività di Neumann fu notevole, in particolare nel biennio 1814-1815, dimostrando di avere ottime qualità diplomatiche. Amico del duca di Wellington, ne sposò una pronipote. Fu anche grande amico del conte di Castlereagh. Quando il duca di Wellington disse la sua famosa frase: "Niente tranne una battaglia persa può esser di metà melnconia come una battaglia vinta", Neumann replicò che infatti Wellington non ne aveva mai persa una. Descrisse il suicidio di lord Castlereagh come "un gran mistero che il tempo spiegherà".
Nel 1824 Neumann prese parte ai negoziati tra Portogallo e Brasile che portarono alla riconciliazione tra re Giovanni VI del Portogallo e suo figlio Pietro I del Brasile. Nel dicembre del 1826, Neumann venne inviato in Brasile a negoziare il matrimonio tra la figlia di Pietro, Maria e suo fratello Michele supportando la richiesta affinché quest'ultimo venisse riconosciuto come reggente del Portogallo. Nell'ottobre dell'anno successivo prese parte alla discussione su questo fatto che si tenne a Vienna.
Nel dicembre del 1829, Neumann portò avanti il Trattato di Commercio tra Austria e Gran Bretagna. In riconoscimento dei suoi servizi, l'imperatore francesco I d'Austria lo nominò barone il 31 agosto 1830.
Nel 1844 Neumann divenne ministro plenipotenziario ed inviato straordinario a Londra. Nel 1845 venne nominato ambasciatore a Firenze ed il 31 dicembre 1849 divenne ambasciatore a Bruxelles.

## Matrimonio e figli
Il 5 dicembre 1844, Neumann sposò lady Charlotte Augusta Frederica Somerset (1816-1850), figlia primogenita di Henry Somerset, VII duca di Beaufort e di sa moglie Georgiana FitzRoy. Venne celebrata una cerimonia di rito cattolico all'ambasciata austriaca a Londra, Chandos House (officiata dal vicario apostolico Griffiths del distretto di Londra), seguito da una cerimonia di rito protestante che si tenne alla chiesa di San Giorgio ad Hanover Square, officiata da Gerald Wellesley.
Neumann e Lady Charlotte Augusta ebbero una figlia, Natalie, nata il 9 marzo 1845, cui seguì un maschio nato il 13 settembre 1850 che morì poco dopo. Charlotte Augusta morì una settimana dopo, all'età di 34 anni, il 20 settembre 1850 a Bruxelles. Neumann morì meno di quattro mesi dopo, il 14 gennaio 1851, a Bruxelles.
Neumann venne sepolto nella cappella dei duchi di Beaufort a Badminton, nel Gloucestershire.